# Homem de Asselar
O Homem de Asselar é um esqueleto neolítico descoberto por Theodore Monod e Wladimir Besnard (em várias fontes chamado incorretamente de M. M. Besnard ou M. V. Besnard) em 1927, no Adrar dos Ifogas. O maciço está localizado perto de Essouk, onde hoje é a Região Quidal do Mali. Wickliffe Draper financiou a expedição.
O espécime Asselar foi datado em cerca de 6.400 anos, tornando-o não mais antigo que o Holoceno. Junto com fósseis como Iwo Eleru (11.000 anos) e Ishango (8.000 anos), que foram escavados em sítios arqueológicos na África Ocidental e Central, Asselar é um dos primeiros esqueletos humanos anatomicamente modernos conhecidos do tipo negróide. Fósseis mais antigos com morfologia semelhante também foram encontrados perto de Cartum, datados de entre 8.000 e 5.000 a.C.